# HMS Saracen (P247)
«Сарацин» (P247) (англ. HMS Saracen (P247) — військовий корабель, підводний човен типу «S» Королівського військово-морського флоту Великої Британії часів Другої світової війни.

## Історія створення
«Сарацин» був закладений 16 липня 1940 року на верфі компанії Cammell Laird, Беркенгед. 27 червня 1942 року увійшов до складу Королівських ВМС Великої Британії.